# San Diego Studio
San Diego Studio é uma desenvolvedora norte-americana de jogos eletrônicos sediada em San Diego, Califórnia. Ela foi fundada em 2001 e é uma divisão da Sony Interactive Entertainment, sendo supervisionada pela SIE Worldwide Studios.

## Jogos
| Ano  | Título                           | Plataforma(s)                                     | Adicional                                                               |
| ---- | -------------------------------- | ------------------------------------------------- | ----------------------------------------------------------------------- |
| 2002 | The Mark of Kri                  | PlayStation 2                                     |                                                                         |
| 2005 | NBA 06                           | PlayStation 2 PlayStation Portable                |                                                                         |
| 2006 | MLB 06: The Show                 | PlayStation 2 PlayStation Portable                |                                                                         |
| 2006 | NBA 07                           | PlayStation 2 PlayStation Portable                |                                                                         |
| 2007 | MLB 07: The Show                 | PlayStation 2 PlayStation Portable                |                                                                         |
| 2007 | NBA 08                           | PlayStation 2, PlayStation 3 PlayStation Portable |                                                                         |
| 2007 | Pain                             | PlayStation 3                                     | Co-desenvolvido com a Idol Minds                                        |
| 2007 | High Velocity Bowling            | PlayStation 3                                     |                                                                         |
| 2008 | MLB 08: The Show                 | PlayStation 2, PlayStation 3 PlayStation Portable |                                                                         |
| 2008 | NBA 09: The Inside               | PlayStation 2, PlayStation 3 PlayStation Portable |                                                                         |
| 2009 | MLB 09: The Show                 | PlayStation 2, PlayStation 3 PlayStation Portable |                                                                         |
| 2009 | NBA 10: The Inside               | PlayStation Portable                              |                                                                         |
| 2009 | Pinball Heroes                   | PlayStation Portable                              |                                                                         |
| 2010 | MLB 10: The Show                 | PlayStation 2, PlayStation 3 PlayStation Portable |                                                                         |
| 2010 | ModNation Racers                 | PlayStation Portable                              | Co-desenvolvido com a United Front Games                                |
| 2010 | Sports Champions                 | PlayStation 3                                     | Co-desenvolvido com a Zindagi Games                                     |
| 2011 | MLB 11: The Show                 | PlayStation 2, PlayStation 3 PlayStation Portable |                                                                         |
| 2011 | Medieval Moves: Deadmund's Quest | PlayStation 3                                     | Co-desenvolvido com a Zindagi Games                                     |
| 2012 | ModNation Racers: Road Trip      | PlayStation Vita                                  |                                                                         |
| 2012 | MLB 12: The Show                 | PlayStation 3 PlayStation Vita                    |                                                                         |
| 2012 | Sports Champions 2               | PlayStation 3                                     | Co-desenvolvido com a Zindagi Games                                     |
| 2012 | LittleBigPlanet Karting          | PlayStation 3                                     | Co-desenvolvido com a United Front Games e Media Molecule               |
| 2013 | MLB 13: The Show                 | PlayStation 3 PlayStation Vita                    |                                                                         |
| 2014 | MLB 14: The Show                 | PlayStation 3, PlayStation 4 PlayStation Vita     |                                                                         |
| 2015 | MLB 15: The Show                 | PlayStation 3, PlayStation 4 PlayStation Vita     |                                                                         |
| 2016 | MLB The Show 16                  | PlayStation 3 PlayStation 4                       |                                                                         |
| 2016 | Kill Strain                      | PlayStation 4                                     |                                                                         |
| 2017 | MLB The Show 17                  | PlayStation 4                                     |                                                                         |
| 2017 | Drawn to Death                   | PlayStation 4                                     | Co-desenvolvido com a The Bartlet Jones e Supernatural Detective Agency |
| 2017 | StarBlood Arena                  | PlayStation VR                                    | Co-desenvolvido com a WhiteMoon Dreams                                  |
| 2018 | MLB The Show 18                  | PlayStation 4                                     |                                                                         |
| 2019 | MLB The Show 19                  | PlayStation 4                                     |                                                                         |
| 2020 | MLB The Show 20                  | PlayStation 4                                     |                                                                         |